# Salvatore Cascella
Salvatore Cascella (Margherita di Savoia, 22 settembre 1952) è un ex calciatore italiano, di ruolo attaccante.

## Biografia
È proprietario dellostabilimento balneare “Lido Europa” a Margherita di Savoia.

## Caratteristiche tecniche
Centravanti, era dotato di un grande dribbling, imprevedibile, fantasioso; aveva un baricentro basso che gli consentiva di avere anche una notevole velocità.

## Carriera
Dopo un triennio trascorso in Serie C con la maglia del Legnano (con complessive 7 reti segnate in 71 partite di campionato giocate), nella stagione 1974-1975 è il capocannonienre del Benevento, con 11 gol in 27 partite nel campionato di Serie C. A fine stagione viene acquistato dalla SPAL, squadra di Serie B; in due stagioni con la squadra emiliana segna complessivamente 7 gol in 56 partite. Il secondo campionato si conclude con la retrocessione in Serie C della SPAL, e Cascella viene ceduto al Varese, con cui l'anno successivo, sempre in Serie B, gioca 23 partite e segna un gol; dopo una sola stagione in Lombardia si trasferisce alla Paganese, in Serie C1, dove gioca 20 partite senza mai segnare.
Nel 1980 si trasferisce al Barletta, giocando due stagioni in Serie C2 coronate dalla vittoria del campionato (con conseguente promozione in Serie C1) della stagione 1981-1982. Nella stagione 1982-1983 passa al Livorno in Serie C1, dove gioca un'unica partita; gioca poi nuovamente al Barletta, in Serie C1, oltre che in Serie C2 con Pro Italia Galatina e Bisceglie.

## Palmarès

### Club

#### Competizioni nazionali
- Campionato italiano Serie C2: 1

Barletta: 1981-1982 (girone D)
- Campionato Interregionale: 1

Bisceglie: 1985-1986 (girone L)